# 卡皮塔諾韋
48°49′42″N 38°46′41″E / 48.82833°N 38.77806°E
卡皮塔諾韋（烏克蘭語：Капітанове）是位於烏克蘭東部的村莊，由盧甘斯克州夏斯季亚区的新艾達爾市鎮負責管轄。該村始建於1860年，面積1.86平方公里，海拔高度102米，2001年人口225，人口密度每平方公里121人。